# Stock (Essex)
Stock est un village et une paroisse civile de l'Essex, en Angleterre.